# Franco Chioccioli
Franco Chioccioli (nascido a 25 de agosto de 1959 em Castelfranco di Sopra) é um antigo ciclista italiano, profissional entre os anos 1982 e 1994, durante os quais conseguiu 30 vitórias.
Destacou sobretudo em seu país, fundamentalmente no Giro d'Italia, no qual terminou entre os dez primeiros em numerosas ocasiões, ficando primeiro em 1991, no que teve uma dura luta com o ciclista basco Marino Lejarreta, e terceiro em 1992, e conseguindo um total de sete vitórias de etapa.
Em 1992 foi ao Tour de France, conseguindo uma vitória de etapa e ficando 16.º na classificação geral final.

## Palmarés
| - 1983 - Classificação dos Jovens do Giro d'Italia - 1 etapa do Giro do Trentino - 1984 - Coppa Agostoni - Giro do Trentino, mais 1 etapa - 1985 - 1 etapa do Giro d'Italia - Giro do Friuli - 1986 - 1 etapa da Volta à Suíça - 1 etapa do Giro d'Italia - 1988 - 1 etapa do Giro d'Italia - 1 etapa do Giro di Puglia | - 1990 - 1 etapa do Giro do Trentino - 1991 - Giro d'Italia , mais 3 etapas - 2.º no Campeonato da Itália em Estrada - Coppa Sabatini - 1992 - 3.º no Giro d'Italia, mais 1 etapa - 1 etapa do Tour de France - Euskal Bizikleta, mais 1 etapa - 1 etapa do Giro do Trentino - 1993 - 1 etapa da Euskal Bizikleta |

## Resultados em Grandes Voltas e Campeonato do Mundo
| Corrida            | 1982 | 1983 | 1984 | 1985 | 1986 | 1987 | 1988 | 1989 | 1990 | 1991 | 1992 | 1993 | 1994 |
| ------------------ | ---- | ---- | ---- | ---- | ---- | ---- | ---- | ---- | ---- | ---- | ---- | ---- | ---- |
| Giro d'Italia      | 25.º | 15.º | 24.º | 9.º  | 6.º  | 14.º | 5.º  | 5.º  | 6.º  | 1.º  | 3.º  | 19.º | 46.º |
| Tour de France     | -    | -    | -    | -    | -    | -    | -    | -    | -    | -    | 16.º | -    | 42.º |
| Volta a Espanha    | -    | -    | -    | -    | -    | -    | -    | -    | -    | -    | -    | -    | -    |
| Mundial em Estrada | -    | -    | Ab.  | -    | -    | -    | -    | Ab.  | -    | 46.º | 69.º | -    | -    |

-: não participa

Ab.: abandono

## Equipas
- Selle Italia (1982)
- Vivi-Benotto (1983)
- Murella-Rossin (1984)
- Fanini-Wührer (1985)
- Ecoflam (1986)
- Gis Gelati-Jollyscarpe (1987)
- Do Tongo (1988-1991)
- GB-MG Maglificio (1992-1993)
- Mercatone Uno-Medeghini (1994)